# Agogique
L'agogique (nom féminin, néologisme de l'allemand Agogik proposé en 1884 par Hugo Riemann) désigne les légères modifications de rythme ou de tempo dans l'interprétation d'un morceau de musique de manière transitoire, en opposition à une exécution exacte et mécanique.
L'agogique peut être une accélération, un ralentissement, une césure rythmique au sein d'un morceau. Elle est par conséquent une part importante de l'interprétation. Elle peut s'apparenter au rubato. L'agogique relève du compositeur lorsque ce dernier porte les indications sur la partition. Mais elle relève surtout de l'interprète dans ce qu'il imprime lui-même dans l'œuvre. Elle exprime alors la singularité de l'interprétation d'une œuvre.
Avec le mot "agogique" nous pouvons aussi indiquer le caractère général du temps d'un mouvement musical : Allegro, Andante, Adagio, et ainsi de suite.
Par extension, le terme s'applique à « la théorie du mouvement dans l'exécution musicale ».